# Altes Brauhaus (Rothenburg ob der Tauber)
Das Alte Brauhaus ist ein historisches Gebäude im Stadtkern von Rothenburg ob der Tauber.

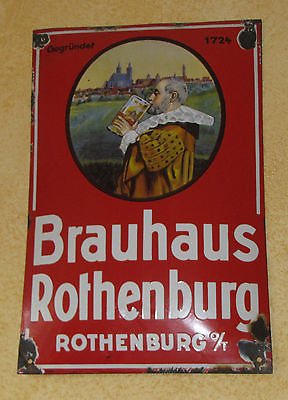

## Geschichte
Im Jahre 1698 vom Magistrat der Stadt Rothenburg ob der Tauber erbaut und 1699 als „herrschaftliches Bräuhaus“ eröffnet, wurde es 1724 zum „freien reichsstädtischen Bräuhaus“ ernannt. Es liegt zentral innerhalb der historischen Rothenburger Stadtmauer, umgeben von Stadtgärten und Fachwerkhäusern, ca. drei Minuten vom Rothenburger Marktplatz entfernt. Am 13. August 1804 ersteigerte Johann Georg Roth das „Bräuhaus“ und so war es das erste Mal in privater Hand. Seit dieser Zeit hat das „Bräuhaus“ mehrmals den Besitzer gewechselt, bis 1905 Braumeister Josef Beugler, Urgroßvater der heutigen Besitzer, Eigentümer des „Bräuhauses“ wurde.
Im Jahre 1920 wurde der Braubetrieb in die von Hans Hopf erbaute Dampfbrauerei vor dem Klingentor verlegt. Das Bräuhaus Rothenburg in der Wenggasse wurde infolge des Neuerwerbs zur Mälzerei und fortan Altes Brauhaus genannt. Beide Geschäfte (vor dem Tor und in der Stadt) wurden vereint und als einzige Brauerei der Stadt unter dem Namen Brauhaus Rothenburg geführt und im April 2013 liquidiert.
Die Kreuztonnengewölbe im Sudhaus zeugen noch von den Zeiten des herrschaftlichen Bräuhauses und einstiger Reichstadtherrlichkeit. Das Balkenwerk des Daches gibt ein Bild von der handwerklichen Kunst der früheren Baumeister.

## Das Alte Brauhaus heute
Das Haus in der Wenggasse 24 wurde 1984 als Hotel umgebaut.